# George Grove

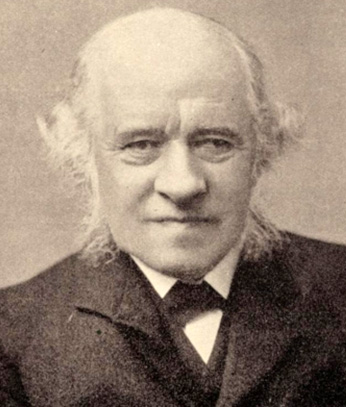
George Grove

Sir George Grove (* 13. August 1820 in Clapham bei London; † 28. Mai 1900 in Sydenham bei London) war ein britischer Musikschriftsteller.

## Leben
Grove wurde 1850 Sekretär der Society of Arts und 1852 Sekretär des Crystal Palace. 1856 bis 1896 schrieb er die Programmhefte für die dortigen Konzerte. 1865 war er Mitbegründer des Palestine Exploration Fund. 1867 reiste er zusammen mit Sir Arthur Sullivan nach Wien. 1868 bis 1883 war er Herausgeber des Macmillan's Magazine. 1882 wurde er Direktor des Royal College of Music und mit dem Titel „Sir“ geadelt. Seit 1895 war er gewähltes Mitglied der American Philosophical Society.
Der wichtigste Beitrag seiner Tätigkeit auf dem damals erst entstehenden Fachgebiet Musikwissenschaft war die Herausgabe eines vierbändigen Lexikons zur Musik. Die in den nachfolgenden Auflagen des Grove Dictionary of Music and Musicians stets gewachsene Enzyklopädie ist das umfangreichste und bedeutendste musikwissenschaftliche Nachschlagewerk in englischer Sprache.